# Abadia de Port-Royal

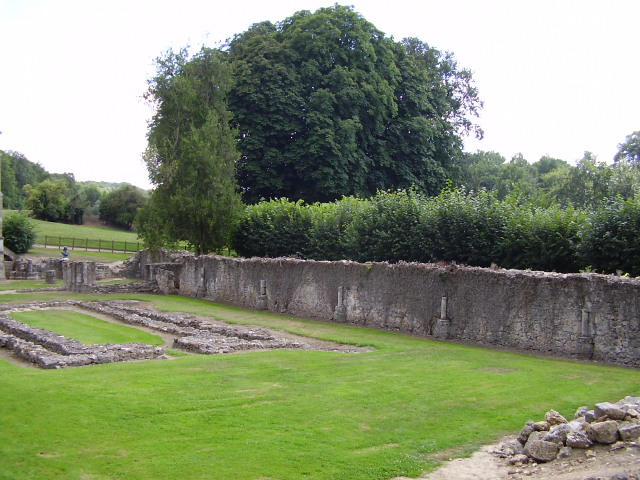
Ruïnes de l'antiga abadia de Port-Royal des Champs

Port-Royal des Champs, o simplement Port-Royal, és una cèlebre abadia de religioses cistercenques, situada en una petita vall, al costat d'un estany, prop de Chevreuse (Sena i Oise).
El gran influx que en el segle xvii exercí Port-Royal en la vida politicoreligiosa, i encara literariocientífica de la nació francesa, ha estat causa de la notòria celebritat que li correspon en la història, i més en tractar del jansenisme, el bressol del qual fou el singular monestir. El nom de Port-Royal prové, segons es diu, d'haver-s'hi refugiat el rei Felip August durant una cacera en aquell paratge solitari, motiu pel qual li posà el nom de “Port-du-Roi” o “Port-Royal”. Al mateix rei, se li ha atribuït la idea d'aixecar allà un monestir: en connivència amb aquesta reial voluntat, si és que hi hagué tal, o per pròpia iniciativa, Matilde de Garlande, esposa de Mateu de Montmorency, comprà el terreny i fundà un monestir el 1204, sota els auspicis del bisbe de París Odó de Sully. El 1206, ja vivien en el nou monestir algunes religioses cistercenques, i el 1214 fou erigit en abadia, perquè així ho permetia el nombre de religioses que ja hi podien viure.
Honori III els concedí privilegis el 1224 i els va prometre especial protecció. L'abadia s'acabà de construir el 1229. D'aquesta manera, es desenvolupà progressivament Port-Royal fins a 1468-1558, en què arribà al seu més gran floriment. Però, a finals del segle xvi i principis del xvii, l'observança regular anà decaient ràpidament fins a arribar a ser substituïda per la més completa relaxació. El 1602 era consagrada abadessa, a l'edat d'onze anys, la segona filla d'Antoine Arnauld, Jacobina, coneguda pel nom d'Angèlica Arnauld (mare Angèlica). Aquesta dona d'ànima extraordinària realitzà en el relaxat monestir una reforma completa de vida, i en vencé les major dificultats: a les lectures de novel·les i visites frívoles, diversions poc honestes, succeïren el cant d'ofici, rigorosa clausura i extrema austeritat de vida.

## Canvi de monestir
La manca de salubritat i l'estretor de Port-Royal induïren la mare Angèlica a comprar, com ho va fer el 1624, una casa a París on es traslladaren el 14 d'abril del 1626 unes 70 religioses. Des d'aquesta data es distingeix Port-Royal, el de París, situat en el raval de Saint-Jacques, i l'antic, que prengué el nom de Port-Royal des Champs.
El 1627, la dominant abadessa aconseguí una butlla del papa Urbà VIII per la qual les monges de Port-Royal quedaven lliures de la jurisdicció dels cistercencs; així mateix, prengueren el nom de filles del Santíssim Sagrament, que corresponia a la nova orientació a què donaren vida religiosa en la nova morada, de culte perpetu a la Sagrada Eucaristia.
John Du Verger d'Hauranne, conegut per l'apel·latiu de Saint-Cyran d'ençà que el 1620 aconseguí l'abadia del mateix nom, prengué sota la seva direcció espiritual la mare Angèlica, la qual abraçà, amb tot l'apassionament de què era capaç el seu cor, la doctrina del furibund jansenista, al qual respectava com un enviat del cel i creia com un profeta. La intrèpida abadessa introduí Saint-Cyran a Port-Royal, on va poder desenvolupar sense cap mena de trava els plans preconcebuts de bestreta, establint allà el centre d'acció que Jansen desitjava per a la seva obra. No content amb el que havia assolit, Saint-Cyran volgué agrupar, a l'empara de Port-Royal i entre la gent de més vàlua, les simpaties de la qual havien guanyat les seves relacions d'intimitat amb Robert Arnauld d'Audilly, una companyia militant que a les seves ordres fos capaç de defensar la causa de Jansen contra la mateixa companyia de Jesús. La realització d'aquests somnis va ser la institució dels Solitaris de Port-Royal. Després d'una vida dedicada al recolliment, l'estudi i la pietat, acudiren a Port-Royal des Champs, persones il·lustres, entre aquestes, dos germans de la mare Angèlica, Arnauld d'Audilly i Antoine, el gran Arnauld, tres nebots de la mateixa abadessa, Antoine Le Maître, cèlebre advocat, Le Maître de Lacy i Le Maître de Sericourt; Lancelot, el futur autor de Racines grecques; Singlin, el gran orador del partit jansenista; Hamon, doctor en medicina, etc.
Tots ells, laics o eclesiàstics, passaven la vida en l'estudi i l'exercici de l'absurda ascètica de Saint-Cyran, encara conservant les relacions amb el món, sobretot en les qüestions politicoreligioses. Des del 1637, restaren obertes a Port-Royal les nomenades petites écoles, destinades a la formació dels nens; eren regentades pels solitaris, els quals es proposaren contrarestar per tal mitjà la labor pedagògica dels jesuïtes.
Per ordre de Richelieu, que advertí del perill de la nova secta, Saint-Cyran fou arrestat i conduït a Vincennes el 15 de maig del 1638; i allí va romandre fins al 1643, en què, mort Richelieu, recobrà la llibertat i va poder tornar a Port-Royal i dedicar-se al treball amb el fi, segons deia, de refutar les doctrines dels jesuïtes; però la mort el sorprengué ben aviat; l'11 d'octubre del 1643 expirava el cap del partit jansenista víctima d'un atac d'apoplexia.

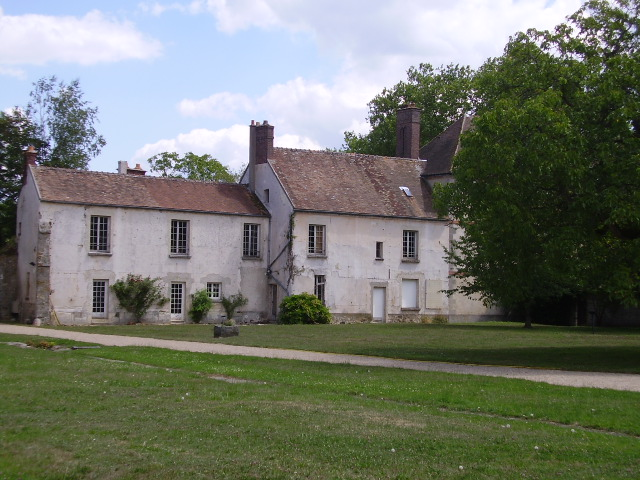
Cases dels solitris a Port-Royal des Champs

## Augustinus
La publicació el 1640 de l'Augustinus de Jansen, i tres anys després de la Frecuente Communion, d'Arnauld, produïren gran efervescència en el públic sobre qüestions fins llavors només tractades en el camp dels teòlegs: l'opinió pública es dividí en dos bàndols. Port-Royal fou, llavors, l'ànima del jansenisme; de totes parts hi acudien partidaris de la nova doctrina, a la recerca d'orientació. La situació es tornava cada vegada més difícil per als de Port-Royal, sobretot quan Nikolaus Cornet denuncià a la Sorbona, en cinc proposicions, l'ànima de la doctrina de Jansen: aquest fet suscità una gran tempesta, però l'assemblea del clergat francès aixecà una súplica al Summe Pontífex perquè intervingués en l'afer. Innocenci X condemnà com a herètiques les cinc famoses proposicions per la butlla Cum occasione del 31 de maig de 1653, i per tancar la porta a tota classes de subterfugis, Alexandre VII confirmà amb la butlla Ad sacram beati Petri sedem, del 16 d'octubre de 1656, la del seu antecessor i condemnà les cinc proposicions en el sentit donat per Jansen: in sensu ab eodem Jansenio intento. Es redactà un formulari molt precís amb el fi de presentar-lo a l'acceptació dels recalcitrants; en el qual s'exigia la submissió a la butlla d'Alexandre VII; el rei l'imposà a tots els eclesiàstics del regne. Però, en presentar-lo Daubray als solitaris de Port-Royal, ni tan sols un es dignà a signar-lo, per la qual cosa reberen l'ordre de tancar la classe de nens i abandonar el seu retir. Les mateixes religioses, a les quals l'arquebisbe de París no aconseguí reduir a raó, foren en la seva gran majoria expulsades de Port-Royal i distribuïdes per altres monestirs. Amb tot, el 1665, aquelles monges <<pures com els àngels, però orgulloses com a dimonis>>, segons frase de M, de Pérefixe, no obstant estar en dubte Port-Royal des Champs, es reuniren allí en nombre de 88: 71 de cor i 17 llegues; altres 12, més submises, restaren a París. Després de llargues negociacions, els jansenistes i les religioses de Port-Royal, per assolir la que després s'anomenà pax clementina, apel·laren a l'engany fingint subscriure sense restricció el formulari del papa. Climent IX es reconcilià amb ells el 1669, i l'arquebisbe de París va admetre de bell nou les religioses de Port-Royal als sagraments. S'obtenia aquest triomf el 15 de febrer del 1669. Des d'aquesta data, Port-Royal començà una nova etapa de la seva història: els solitaris tornaren al seu antic retir, s'obriren de nou les petites écoles; en una paraula, Port-Royal tornà a ser altra vegada, per uns anys,
 el centre intel·lectual i religiós on acudien tant els intel·lectuals com els d'elevada nissaga de la cort francesa. Malgrat tot, el foc continuava amagat sota les cendres. Lluís XIV, que veia amb recel el nou focus jansenista que altra volta s'albergava a Port-Royal, concebé el projecte d'exterminar-lo per complet.

## El fulletóCas de consciència
Els esdeveniments es prestaren per a això. El 1702, un fulletó intitulat Cas de consciència despertà bruscament totes les conteses que des de l'origen de la secta s'havien suscitat. Climent XI, per un breu del 12 de febrer de 1703, condemnà el tal cas, i de rebot el dictamen favorable que sobre aquest havien emès 40 doctors de la Sorbona, i el 15 de juliol del 1705 parlà de bell nou el Summe Pontífex, a instàncies del rei francès, el qual suplicà al papa, amb el fi de desbaratar les noves subtileses dels jansenistes, una butlla precisa, enèrgica, que seria declarada llei d'estat, i posada en execució pels magistrats del regne.
Tal fou l'ocasió de la butlla Vieneam Domine, de Climent XI, veritable cop mortal assestat al cap i al cervell del jansenisme, en la qual el papa condemnava el “silenci respectuós” i, renovant totes les condemnacions dels seus predecessors, exigia que se l'obeís amb <<submissió interna>, “non lacendo solum sed et interius obsequendo”. Però les religioses de Port-Royal, últim nucli oficial jansenista que subsistia, s'obstinaren a no acatar tal butlla sense reserves ni additaments. En vista d'això, el rei, amb l'aprovació de l'arquebisbe de París, cardenal Noailles, les intimà a la prohibició d'elegir en endavant nova abadessa i de rebre novícies. El febrer del 1707, es promulgà una llei en virtut de la qual els béns de Port-Royal des Champs eren transferits al de París, i el 22 de novembre del mateix any, Noailles llençà contra elles l'excomunió. El març del 1709, el papa es decidí a publicar una butlla acordant el trasllat de les religioses de Port-Royal des Champs a diversos monestirs, i el 29 d'octubre, d'Argenson, amb una escorta d'arquers i suficients carruatges per a efectuar el trasllat, es presentà a Port-Royal, forçà les portes i amb les degudes consideracions dispersà les 25 religioses que encara vivien allí. Aquesta mesura produí una fonda emoció general. Durant els dies que seguiren als de la dispersió, el ja desert monestir fou objecte de peregrinacions contínues.

## Enderrocament de Port-Royal des Champs
El rei, per esborrar fins i tot la memòria d'aquell centre de rebel·lia i apagar fins a l'última brasa d'esperança de futurs ressorgiments que aquells solitaris murs poguessin infondre als jansenistes, decretà el 22 de gener del 1710 el complet enderrocament de Port-Royal des Champs; segons l'ordre del rei, el monestir, juntament amb els edificis que successivament se li havien anat afegint, fou arrasat fins als fonaments. Les mateixes despulles mortals dels que havien estat enterrats allà foren exhumades el 1711 i traslladades a les esglésies i cementiris de les viles veïnes.

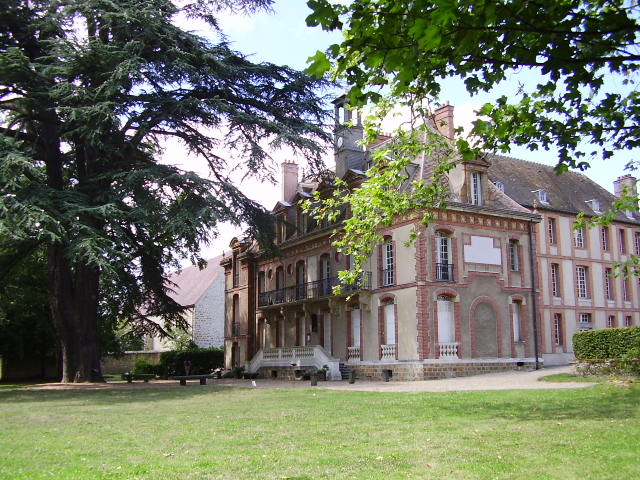
Les famoses petites écoles que tanta fama donaren a Port-Royal

Port-Royal fou arrasat, però l'esperit que havia arrelat en els seus inquilins va viure encara; durant quasi tot el segle xviii, França es veié pertorbada per la lluita contínua entre els deixebles de Port-Royal i els seus adversaris. Pel rigor del seu codi moral que portava l'ideal cristià a extrems viciosos, però que exigien gran força de voluntat, per l'exemple com il·lustrava les ensenyances, pels escrits que publicà (Cartes espirituels, de Saint-Cyran i mare Angèlica; Freqüent comunió, d'Arnauld; Historia eclesiàstica, de Tillemont; Provinciales i Pensées, de Pascal; la Lògica, etc.), Port-Royal produí fonda petjada en el segle xvii. Quasi tots els grans escriptors francesos d'aquella època participaren d'aquell influx. Però el que d'una manera singular propagà i conservà la fama de Port-Royal foren les petites écoles i la pedagogia que en aquestes posaren en pràctica tan cèlebres mestres. A mesura que la reputació de Port-Royal s'estenia, les famílies distingides es disputaven el favor d'educar els seus fills en aquell ambient intel·lectual d'austeritat i distinció. Els mestres, que no semblaven professors sinó educadors, adoptaren en l'ensenyança una pedagogia francament cartesiana i racionalista, encaminada al cultiu quasi exclusiu de l'enteniment i raciocini, menyscabant les altres facultats de l'alumne; reduïren el càstig al mínim possible, desterraren tot mitjà d'emulació, coartaren tant com pogueren les tendències naturals dels nens als jocs d'expansió i joia, en una paraula, tota la seva pedagogia girava a l'entorn de la més severa reflexió.
No foren estèrils certament les “petites écoles”, perquè a alumnes educats en aquestes se'ls deuen La Logique de Port-Royal, la Grammaire Génerale o la Gramàtica de Port Royal, el Jardin des racines grecques, i altres produccions cientificoliteràries, algunes de les quals, d'elevat mèrit sens dubte, han merescut l'honor de prevaldre per espai de quasi dos segles.
Quant a Port-Royal de París, només resta per dir que les seves religioses, apartades del jansenisme i trencada tota relació amb Port-Royal des Champs, després d'haver acatat la suprema autoritat del pontífex de Roma, romangueren allà fins al 1790, en què varen tenir la mateixa sort que tots els ordes religiosos de França. Durant la convenció, aquell edifici fou convertit en presó, que es digué per irrisori, segons sembla, Port Lliure. El 1814, fou instal·lat allà l'hospici de Maternitat.

## Lògica de Port-Royal
Petita història de la filosofia.
El 1662, es publicà a París La Logique ou l'Art de penser, obra mancomunada dels solitaris de Port –Royal, Arnauld i Nicole. L'obra comprèn quatre parts que tracten, respectivament, de les idees, del judici, del raciocini i del mètode. Excepte l'última, les altres no aporten un progrés real a la dialèctica, però sí una major claredat i simplificació dels procediments logístics a què ens tenien acostumats els escolàstics. L'addició d'una doctrina del mètode ja es comprèn que és una suggestió cartesiana. C. Liebmann, en Die Logik von Port-Royal im Verhällnis zu Descartes (1902), ha confirmat aquesta tesi que fou sempre tradicional en la literatura francesa.
Aquesta Lògica és, doncs, un tractat a la manera de Descartes, amb exclusió de la doctrina baconiana de la inducció i de l'experiència, i això constitueix el seu defecte principal. Dintre del criteri actual de la lògica, l'obra encara sembla més deficient, perquè les seves bases psicològiques, la seva semblança amb l'àlgebra, les seves connexions amb l'ontologia, situen aquesta ciència en una situació molt superior a la d'un simple art de pensar. L'encert dels pedagogs de Port Royal consistí a saber donar a les qüestions dialèctiques una ductilitat fins llavors desconeguda, que va permetre que fossin del domini comú les regles i procediments del pensament lògic.
La Lògica de Port Royal gaudí d'extraordinari crèdit durant el segle xvii i del xviii. El 1685, assolí un cinquena edició, i el 1704 C. Braun en publicava a Halle una traducció llatina, amb prefaci de l'erudit Johann Franz Buddeus. Al cap de pocs anys d'haver sortit l'edició original, n'aparegué una versió anglesa (Londres, 1685), la primera d'una llarga sèrie que acaba amb la de John Ozell, el 1717, i Baynes el 1851. Manuel José Fernández en feu una versió castellana el 1759.